# Breiter Weg 229, 229a

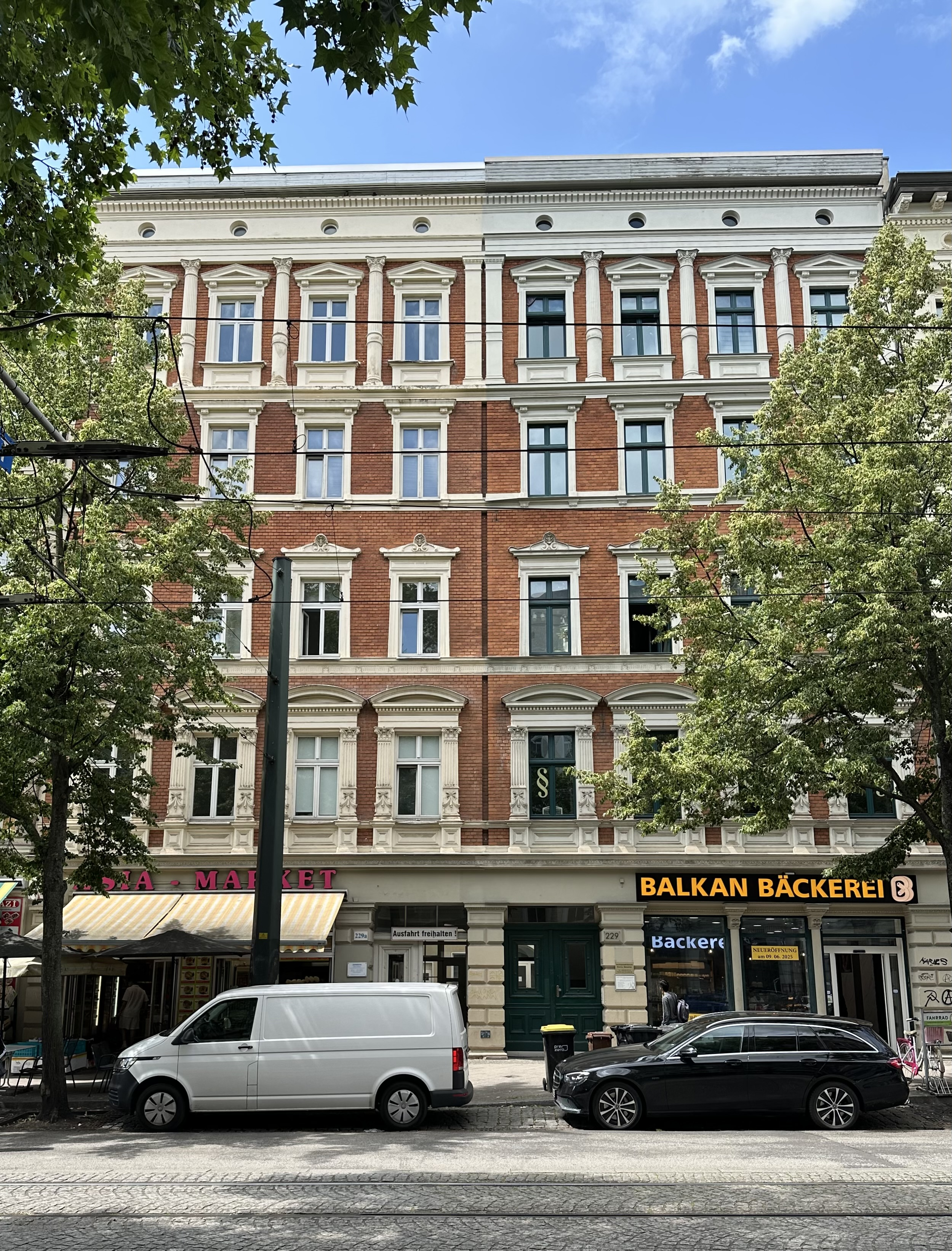
Haus Breiter Weg 229, 229a im Jahr 2025

Breiter Weg 229, 229a ist ein denkmalgeschütztes Wohn- und Geschäftshaus in Magdeburg in Sachsen-Anhalt. 

## Lage
Das Gebäude befindet sich auf der Westseite des Südabschnitts des Breiten Wegs in der Magdeburger Altstadt. Nördlich grenzt das gleichfalls denkmalgeschützte Haus Breiter Weg 228, südlich das Gebäude Breiter Weg 230 an.

## Geschichte
Im Jahr 1882 ließ W. Schultze auf der Parzelle K des Blocks 32 des Stadterweiterungsgebiets das Doppelhaus errichten.  Beide Gebäudeteile wurden durch Fleischer genutzt. Der nördliche Teil (Breiter Weg 229) gehörte 1886 dem Fleischermeister Heinrich Große, 1906 dem Fleischermeister Wilhelm Große. Er wurde auch noch 1925 als Eigentümer genannt, dann allerdings bereits als Rentner. 1938 und auch noch 1940 gehörte es dem Fleischermeister M. Vogeler, 1950 H.-J. Vogeler.
Im Südteil (Breiter Weg 229a) wurde die Fleischerwerkstatt 1914/1915 eingerichtet. Hier war Heinrich Große als Rentner noch 1940 Eigentümer. 1950 gehörte dieser Teil dann K. Wolf.

## Architektur
Die insgesamt achtachsige Fassade des fünfgeschossigen Wohn- und Geschäftshauses wurde im Stil der Neorenaissance gestaltet. Die Gliederung der repräsentativen Fassade besteht aus Putzelementen. Im Bereich der Beletage befinden sich Fensterrahmungen in Form von Ädikulä mit Pilastern und Segmentgiebeln. Am vierten Obergeschoss besteht eine Gliederung aus Pilastern und Halbsäulen. Das Mezzaningeschoss ist mit Okulusfenstern versehen.
Im Denkmalverzeichnis des Landes Sachsen-Anhalt ist das Wohn- und Geschäftshaus unter der Erfassungsnummer 094 16647 als Baudenkmal verzeichnet.
Das Doppelhaus gilt als Teil des erhaltenen gründerzeitlichen Straßenzugs als städtebaulich bedeutsam und prägend für das Straßenbild.